# Reefer Madness
Reefer Madness (també amb els noms oficials: Tell Your Children, Dope Addict, Doped Youth, Love Madness i The Burning Question) és una pel·lícula propagandística d'origen nord-americà dirigida per Louis J. Gasnier, i estrenada en 1936, que es refereix a l'efecte dels porros i la marihuana.
La pel·lícula sorgeix com a eina de propaganda en plena crisi econòmica de 1929, que va sumir als Estats Units en una profunda depressió econòmica i social amb més de catorze milions d'aturats. L'escassetat de treball en una època de crisi i d'increment de la delinqüència va provocar suspicàcies enfront de la mà d'obra barata mexicana. I el rebuig social va portar al rebuig ètnic i cultural. L'any 1936 els EUA van intentar, en el si de la Societat de Nacions, impulsar una legislació internacional que possibilités el control i cultiu de la marihuana i altres derivats del cànem, juntament amb la rosella. Al no poder aconseguir-ho, van desenvolupar una legislació domèstica restrictiva basant-se en consideracions fiscals. Indirectament es va intentar així posar traves al consum de marihuana mitjançant un impost fiscal federal, l'Impost de Transferència, tractant d'inculcar a la gent la inconveniència del consum o ús del cànem en qualsevol de les seves formes i penant amb presó certes conductes, tot i que la campanya atacava directament el consum de marihuana. Producte d'aquesta campanya és la pel·lícula Reefer Madness.
Aquesta obra audiovisual és la pel·lícula de culte més coneguda sobre la marihuana, i encara que va ser rodada en 1936 com a documental de propaganda per alliçonar als pares sobre els perills del consum d'herbes, Reefer Madness no es va fer realment popular fins als anys 1970, quan l' Organització per la Reforma de les Lleis de la Marihuana (NORML) la va recuperar de l'arxiu del Congrés, a fi i efecte d'assenyalar la política retrògrada impulsada per l'administració; els militants de la legalització del cànnabis atacaven així l'ordre moral dominant.

## Argument
El film narra la història de diversos joves que acaben enbogint a conseqüència de l'addicció al cànnabis, i que fan una sèrie d'actes delictius que van des de l'assassinat al suïcidi, a la temptativa de violació i a les agressions físiques.